# Йоахим Фридрих (Шлезвиг-Холщайн-Зондербург-Пльон)
Йоахим Фридрих фон Шлезвиг-Холщайн-Зондербург-Пльон (на немски: Joachim Friedrich von Schleswig-Holstein-Sonderburg-Plön; Joachim Friedrich von Schleswig-Holstein-Plön; * 9 май 1668, Магдебург; † 25 януари 1722, Пльон) от фамилията Олденбург, е третият херцог на Шлезвиг-Холщайн-Зондербург-Пльон (1706 – 1722).

## Живот
Той е големият син на Август фон Шлезвиг-Холщайн-Норбург-Пльон (1635 – 1699) и съпругата му принцеса Елизабет Шарлота фон Анхалт-Харцгероде (1647 – 1723), вдовица на княз Вилхелм Лудвиг фон Анхалт-Кьотен (1638 – 1665), дъщеря на принц Фридрих фон Анхал-Харцгероде (1613 – 1670). По-малкият му брат е херцог Кристиан Карл (1674 – 1706).
Йоахим Фридрих няма мъжки наследници и умира с много финансови задължения през 1722 г. Неговата резиденция дворецът Пльон след това седем години е празна и част от наредбата е продадена. Управлението на собствеността през това време е поето от датската кралска фамилия.
След смъртта му за нов и последен херцог е определен племенника му Фридрих Карл, синът на брат му Кристиан Карл.

## Фамилия
Първи брак: 26 ноември 1704 г. във Франкфурт с принцеса Магдалена Юлиана фон Цвайбрюкен-Биркенфелд (* 21 февруари 1686; † 5 ноември 1720), дъщеря на пфалцграф и херцог Йохан Карл фон Пфалц-Гелнхаузен (1638 – 1704). Те имат четири дъщери:
- Шарлота Амалия (1709 – 1786), монахиня в манастир Гандерсхайм
- Елизабет Юлиана (1711 – 1715)
- Доротея Августа Фридерика (1712 – 1768), монахиня в манастир Гандерсхайм
- Христина Луиза (1713 – 1778), омъжена I. на 18 август 1735 г. за граф Албрехт Лудвиг Фридрих фон Хоенлое-Вайкерсхайм (1716 – 1744), II. на 4 май 1749 г. за херцог Лудвиг Фридрих фон Саксония-Хилдбургхаузен (1710 – 1759), син на херцог Ернст Фридрих I фон Саксония-Хилдбургхаузен

Втори брак: 17 февруари 1721 г. в Брауншвайг с принцеса Юлиана Луиза от Източна Фризия (* 13 юни 1698; † 6 февруари 1740), дъщеря на княз Кристиан Еберхард (Източна Фризия). Те имат едно мъртвородено дете: (*/† 28 май 1722, Пльон)